# Chris Colorado
Chris Colorado ist eine 26-teilige französische Animationsserie aus dem Jahr 2000. Erschaffen wurde sie von Thibaut Chatel, Franck Bertrand und Jacqueline Monsigny, der Soundtrack stammt von Fabrice Aboulker. Erstausstrahlung war am 18. Dezember 2000 auf Canal+ und France 3, in Deutschland lief die Serie zum ersten Mal 2001 auf ProSieben.
Für die Produktion der futuristischen Serie wurde Computeranimation mit herkömmlicher Zeichentrickanimation gemischt. Obwohl sie hauptsächlich neben Kinderserien lief, wird sie häufig als Erwachsenenserie bezeichnet, nicht zuletzt aufgrund der apokalyptischen Endzeit-Handlung und der im hart-kantigen Stil gezeichneten Gesichter.

## Inhalt
Chris Colorado spielt in einer düsteren, nicht allzu fernen Zukunft auf der Erde. Ein Softwarefehler hatte verhindert, dass die Menschheit vor einem auf die Erde stürzenden Meteoriten gewarnt wird, und dieser schlug mitten in eine der Welthauptstädte ein. Obwohl ein Abwehrversuch immerhin die frontale Kollision des Meteoriten mit der Erde und damit deren vollständige Vernichtung verhindern konnte, wurde durch den Aufprall fast die gesamte menschliche Zivilisation ausgelöscht. Nach und nach bildeten die Überlebenden eine Weltregierung, die während des Großteils der Serie unter dem Weltpräsidenten Richard Jullian steht; Regierungssitz ist die Mayastadt Chichen-Itza.
Nach einigen Jahrzehnten des Friedens begann der Diktator Thanatos, ein Mann mit stets hinter einer Maske verborgenem Gesicht, mithilfe von zu Cyborgs konvertierten Menschen einen Krieg und erlangte die Herrschaft über Europa. Eine Gruppe von Kämpfern unter der Führung von Richard Julian gelang es jedoch, Thanatos’ Streitmacht zu besiegen, worauf er sich in die vom Meteoriten zerstörte Welthauptstadt zurückzog. Dank einer seltsamen Substanz, dem „Schwarzen Fluss“, der aus den Überresten des Meteoriten austrat, gelang es ihm, die Überlebenden der Stadt zu einer neuen Armee zu formieren. Nun beginnt die Story: Weltoberhaupt Julian rekrutiert den ehemaligen Piloten und Kampfsportler Christopher Krantz, zuweilen Chris Colorado genannt, und teilt ihm mit, dass er der Sohn von Wilhelm-Erwin Krantz ist. Dieser sollte einst Thanatos Armee infiltrieren, doch er lief offenbar zum Feind über und wurde von allen, auch von seinem Sohn, als Verräter betrachtet.